# 3,4-Metylenodioksypirowaleron
3,4-Metylenodioksypirowaleron (MDPV) – organiczny związek chemiczny, pochodna α-pirolidynopentiofenonu, stymulująca substancja psychoaktywna. Mechanizm działania MDPV polega głównie na hamowaniu zwrotnego wychwytu noradrenaliny i dopaminy. Mimo że MDPV posiada grupę metylenodioksy (podobnie jak MDMA czy MDEA), jest wyłącznie stymulantem i nie wykazuje działania empatogennego.